# Епархия Тармы
 Епархия Тармы  (лат. Dioecesis Tarmensis) — епархия Римско-Католической церкви с центром в городе Тарма, Перу. Епархия Тармы входит в митрополию Уанкайо. Кафедральным собором епархии Тармы является церковь святой Анны в городе Тарма.

## История
15 мая 1958 года Римский папа Пий XII издал буллу «Ecclesiae navem», которой учредил территориальную прелатуру Тармы, выделив её из епархии Уанкайо и епархии Уануко. В этот же день территориальная прелатура Тармы вошла в митрополию Лимы.
30 июня 1966 года территориальная прелатура Тармы вошла в митрополию Уанкайо.
21 декабря 1985 года Римский папа Иоанн Павел II издал буллу «Cum satis», которой преобразовал территориальную прелатуру Тармы в епархию.

## Ординарии епархии
- епископ Antonio Kühner y Kühner (15.05.1958 — 24.07.1980) — назначен епископом Уануко
- епископ Lorenzo Unfried Gimpel (19.09.1980 — 29.11.1988)
- епископ Luis Abilio Sebastiani Aguirre (21.11.1992 — 13.06.2001) — назначен архиепископом Аякучо
- епископ Richard Daniel Alarcón Urrutia (13.06.2001 — 28.10.2014) — назначен архиепископом Куско
  - Sede Vacante

## Источник
- Annuario Pontificio, Ватикан, 2005
- Булла Ecclesiae navem, AAS 50 (1958), стр. 842  (лат.)
- Булла Cum satis  (лат.)